# Azkoitia
Azkoitia – gmina w Hiszpanii, w prowincji Guipúzcoa, w Kraju Basków, o powierzchni 54,71 km². W 2011 roku gmina liczyła 11 492 mieszkańców.